# Nakadžima A2N
Nakadžima A2N byl japonský jednomístný palubní stíhací dvouplošník, používaný na letadlových lodích císařského námořnictva během třicátých let 20. století. V japonském námořnictvu byl letoun označován jako palubní stíhací letoun typ 90 (japonsky: 九〇式艦上戦闘機, Kjúmaru-šiki kandžó sentóki). Na základě A2N byla vyvinuta dvoumístná cvičná verze A3N1.
A2N byl jednomotorový dvouplošník smíšené konstrukce (kovová kostra potažená plátnem) s pevným podvozkem záďového typu.

## Vývoj
Přímého předchůdce typu A2N začala z vlastní iniciativy vyvíjet firma Nakadžima pro císařské námořnictvo. Inspirací jí byly americké Boeing Model 69B a Boeing Model 100E, zakoupené v letech 1928 a 1929 císařským námořnictvem za účelem testování. V prosinci 1929 byly dokončeny dva prototypy s motorem Bristol Jupiter VI, který rovněž v licenci vyráběla firma Nakadžima. Stejný motor poháněl stíhačku A1N1, kterou v té době zařazovalo císařské námořnictvo do výzbroje. Prototypy navržené Takao Jošidou ale nepředvedly výrazně lepší výkony, než A1N1 a proto byl projekt námořnictvem odmítnut. Po odmítnutí byl projekt přepracován Džingo Kuriharou, který použil výkonnější motor Nakadžima Kotobuki 2. Nový prototyp byl dokončen v květnu 1932. Následovala stavba ještě jednoho prototypu a v dubnu 1932 byl nový typ zaveden do výzbroje jako A1N1, neboli palubní stíhací letoun typ 90. Verze A2N2 se lišila tím, že horní křídlo mělo vzepětí 5°.

## Nasazení
Mezi lety 1932 a 1936 bylo Nakadžimou a námořním arsenálem Sasebo vyrobeno kolem 100 kusů A2M obou verzí. Ty byly nasazeny na letadlových lodích Hóšó, Akagi, Kaga a Rjúdžó. Z pozemních základen typ provozovala Kure Kókútai.
A2N byl nasazeny za druhé čínsko–japonské války nad pobřežními oblastmi Číny, kde získaly několik vzdušných vítězství. Během úvodní fáze bojů v oblasti Šanghaje (léto 1937) představovaly již zastarávající A2N operující z palub letadlových lodí Hóšó, Rjúdžó a Kaga jediné japonské stíhací letouny v oblasti. Již 16. srpna 1937 se šestice A2N z letadlové lodě Kaga střetla se čtyřmi čínskými letouny, přičemž sestřelila jeden čínský Vought O2U Corsair a dva Douglas O-38.
Již od roku 1936 byl A2N postupně nahrazován typem Nakadžima A4N, ale u některých jednotek (například palubní skupiny Rjúdžó a Kaga) vydržel a do doby, než ho vystřídal první stíhací jednoplošník císařského námořnictva Micubiši A5M.

## Varianty
- 4 prototypy
- A2N1
- A2N2 – vzepětí horního křídla 5°
- A2N3
- A3N1 – dvoumístná cvičná verze, vyrobeno 66 kusů v letech 1936 až 1939

## Specifikace (A2N1)

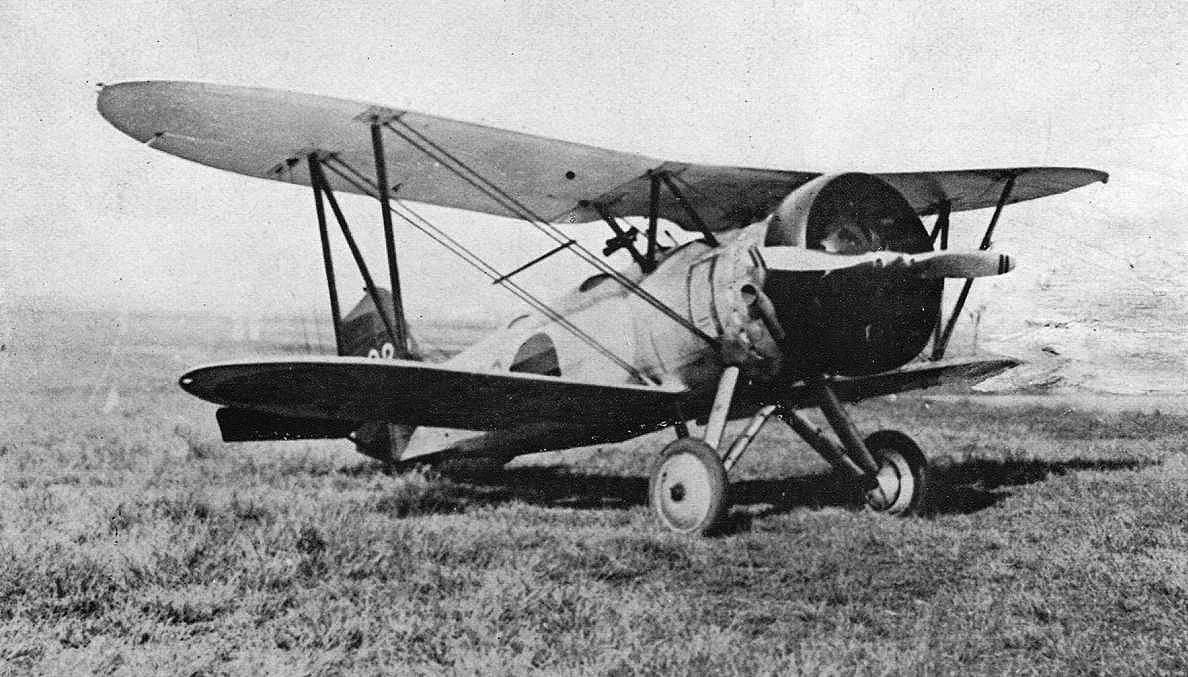
Nakadžima A2N3

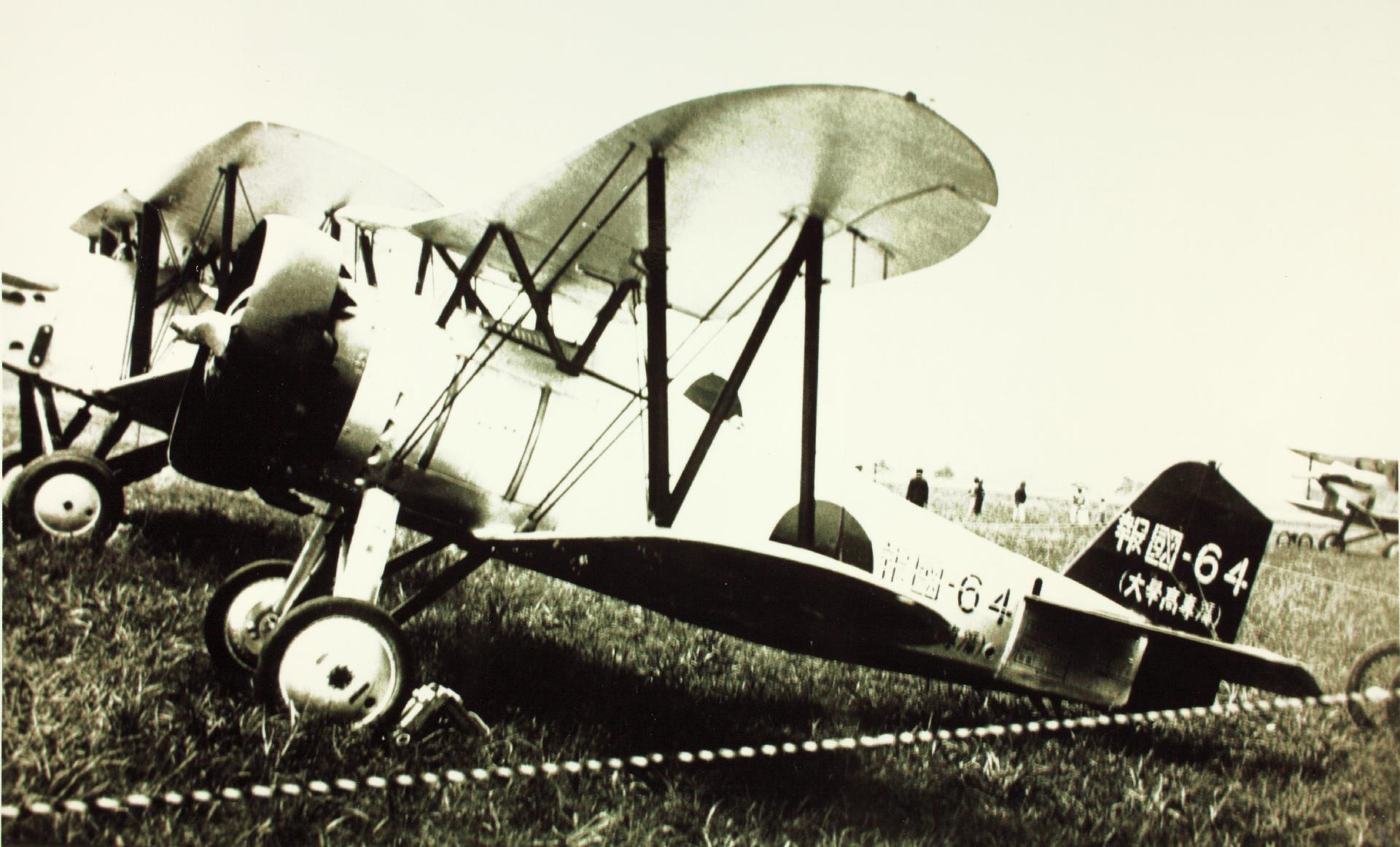
Nakadžima A2N

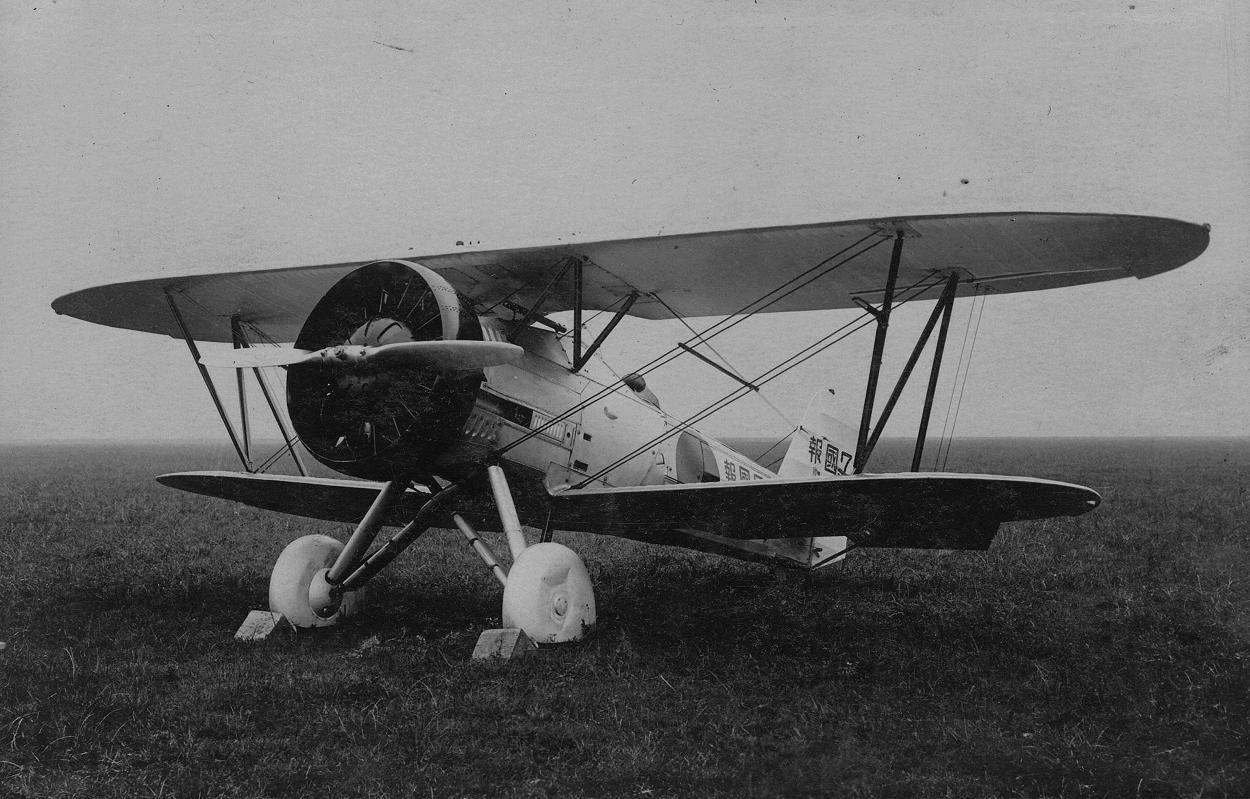
A2N1

### Technické údaje
- Posádka: 1
- Délka: 6,18 m[1]
- Rozpětí: 9,37 m[1]
- Výška: 3,20 m
- Nosná plocha:
- Plošné zatížení:
- Hmotnost prázdného letounu: 1 000 kg
- Vzletová hmotnost:
- Max. vzletová hmotnost:
- Pohonná jednotka: 1× vzduchem chlazený hvězdicový devítiválec Nakadžima Kotobuki 2 o výkonu 450 hp (335,6 kW)[1]
  - dvoulistá vrtule

### Výkony
- Nejvyšší rychlost: 293 km/h ve výšce 3000 m[1]
- Cestovní rychlost:
- Dostup: 7 000 m[1]
- Výstup do výšky 3 000 m:
- Dolet:

### Výzbroj
- 2 × 7,7mm letecký kulomet typu 97